# Rodrigo González
Rodrigo “Rod” Andrés González Espíndola (ur. 19 maja 1968 w Valparaíso) – niemiecki muzyk punkrockowy, znany głównie z aktywności w zespole Die Ärzte.

## Młodość
Rodzice Roda otrzymali azyl w Hamburgu podczas trwania dyktatury Augusto Pinocheta w Chile. Maturę zdał ze średnią 2,4 w Gimnazjum Langenhorn, dzielnicy Hamburga (trzeba pamiętać, że w Niemczech obowiązuje inny, „odwrotny” system ocen).
Rodrigo ma starszą siostrę o imieniu Claudia, która również jest muzykiem, pracuje w Universal Gonzalez.

## Osiągnięcia
W młodości był członkiem grupy Die Erben. W 1986 grał z hamburską grupą punkrockową Die Goldenen Zitronen, na banjo. Od 1988 do 1989 był gitarzystą zespołu Rainbirds, która nagrała słynny w całej Europie hit Blueprint.
Od 1993 Gonzalez był już członkiem Die Ärzte, ale w odróżnieniu od roli pełnionej w Depp Jones, nie był gitarzystą, ale basistą. Poprzedni basista zespołu, Hagen Liebing, odszedł z zespołu po jego rozpadzie w 1988. Nie chciał powrócić po reaktywacji. Tym samym Rodrigo stał się pełnoprawnym członkiem zespołu.
W roku 2002 na MTV można było zobaczyć koncert pod nazwą Rock ‘n’ Roll Realschule, który odbył się w liceum im. Alberta Schweitzera w Hamburgu. Rod był muzycznym kierownikiem tego przedsięwzięcia.
Rodrigo pracuje też jako producent dla innych zespołów i wykonawców jak np. „Lucilectric”, „Knorkator”, „La Floripondio” czy „Panda”. Jest właścicielem Rodrec, wytwórni płytowej, która wydała obydwa albumy Depp Jones i współpracował z artystami z Rantanplan, Graue Hellen i Church of Confidence.
30 stycznia 1993 zagrał w düsseldorfskim ZAKK Club na koncercie na żywo piosenkę „Fußballfans gegen Rechts” wraz z zespołem punkrockowym Slime.
Obok gitary basowej i gitary Rod samodzielnie nauczył się grać także na perkusji, keyboardzie i pianinie.